# Adolf Heinrich Dannemann
Adolf Heinrich Dannemann (* 17. Mai 1867 in Bremen; † 3. Juni 1932 in Heppenheim (Bergstraße)) war ein deutscher Psychiater und Heilpädagoge.

## Leben und Werk

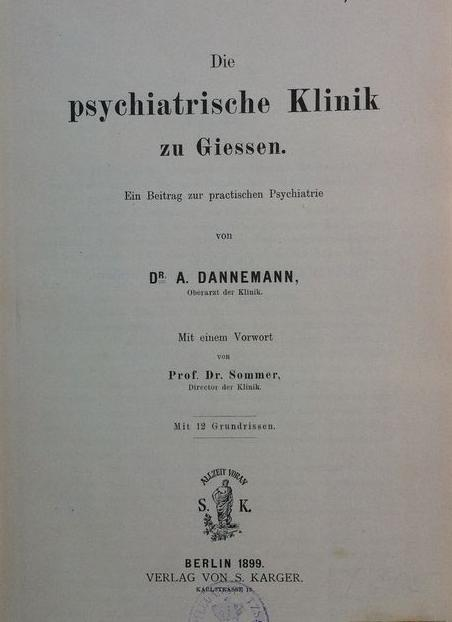
Dannemanns Habilitationsschrift

Adolf Dannemann entstammte einer alten Seemannsfamilie. Nach dem Abitur studierte Dannemann zunächst in Heidelberg und Berlin Literatur und Geschichte. Bald wechselte er die Studienrichtung und wandte sich der Humanmedizin zu. Er studierte zuerst in Erlangen, dann in Kiel, wo er 1891 das Staatsexamen ablegte. Folgend arbeitete er kurz als Landarzt, dann für drei Jahre als Schiffsarzt und einige Jahre als Hilfsarzt u. a. im St. Jürgen-Hospital für Geisteskranke in Bremen. Von 1896 bis 1913 war Dannemann als Oberarzt an der Psychiatrischen Universitätsklinik der Universität Gießen tätig. In Gießen habilitierte er sich 1898 mit einer Arbeit über die psychiatrische Klinik zu Gießen. 1903 erhielt Dannemann einen Lehrauftrag für gerichtliche Psychiatrie an der Universität Gießen. Vier Jahre später wurde er zum a. o. Professor ernannt. Zwei Jahre war Dannemann Direktor der Pflege- und Heilanstalt Philippshospital Riedstadt in Goddelau. 1913 wurde er zum Direktor der Heil- und Pflegeanstalt Heppenheim berufen, die er bis zu seinem Tod leitete.
Dannemann war viele Jahre Geschäftsführer der hessischen Vereinigung für gerichtliche Medizin und engagierte sich im Hilfsverein für Geisteskranke in Hessen. Zudem war er Initiator und Mitherausgeber der seinerzeit (und auch noch heute) hochgeschätzten Publikation Enzyklopädisches Handbuch der Heilpädagogik, „das alles für die Hilfsschul- und Anstaltspädagogen nötige mediz. und psychiatr. Wissen mit der Theorie und Praxis der damaligen Heilpädagogik bringen sollte“. Das Werk erschien erstmals 1911 (mit über 2 000 Spalten) und 1934 in zweiter Auflage (mit über 3350 Spalten). Die zweite Auflage des Handbuchs beinhaltet 535 Beiträge von Dannemann.

## Veröffentlichungen (Auswahl)
- Die psychiatrische Klinik zu Giessen. Ein Beitrag zur practischen Psychiatrie. Berlin 1899.
- Psychiatrie und Hygiene in den Erziehungsanstalten. Eine Anleitung für Seelsorger, Lehrer und Erzieher. Hamburg 1907.
- als Hrsg. mit Georg Gnerlich, August Hentze, E. Meltzer, H. Schober, Erich Stern: Enzyklopädisches Handbuch der Heilpädagogik. 2 Bände, Halle an der Saale 1934.